# Jean-Jacques Carence
Jean-Jacques Carence, francoski general, * 18. avgust 1871, † 13. julij 1953.